# العاملات المنزليات الوافدات في لبنان
مر لبنان بعدة مراحل في استيعاب العمال المهاجرين قبل الحرب الأهلية اللبنانية وبعدها. وقد أدى هذا التطور إلى مشاكل متعددة فيما يتعلق بالاندماج في المجتمع اللبناني. أدى غموض نظام الكفالة في لبنان إلى تعرض عاملات المنازل الوافدات للعديد من القضايا القانونية وانتهاكات حقوق الإنسان. كانت الحكومة إلى حد كبير غير نشطة وغير فعالة في تنفيذ القوانين لحماية عاملات المنازل الوافدات لكنها حاولت إدارة الموقف ولكن دون جدوى.

## خلفية تاريخية
قبل بدء الحرب الأهلية اللبنانية كانت الفتيات الصغيرات اللائي يبلغن من العمر 10 سنوات فما فوق واللائي ينتمين إلى أسر لبنانية فقيرة أو من بلدان أخرى مثل سوريا وفلسطين ومصر يعملن في أسر لبنانية. ويحصل والدا الفتاة على مرتبها سنويًا على الرغم من أن الفتيات يبقيا مع أصحاب العمل حتى يتزوجن. بعد بداية الحرب الأهلية اللبنانية قرر العديد من عمال المنازل العرب المغادرة بسبب تدهور الوضع الاقتصادي العام والأزمة الأمنية. وهذا بدوره ترك فجوة في القوى العاملة المحلية في البلاد.  حدث تغيير في الوضع مع وصول العمال المهاجرين الأفارقة والآسيويين. وصل أول المهاجرين في أواخر 1970م.  في البداية كانت أعلى نسبة من العمال المهاجرين من الذكور إلى أن كانت في الثمانينات وأوائل التسعينيات عندما أصبح النسبة المتزايدة للقوى العاملة المهاجرة واضحًا.
وصل المهاجرون ومعظمهم من سريلانكا والفلبين في مجموعات كبيرة عبر كل من القنوات غير القانونية وشبه القانونية.  كانت العمالة المهاجرة مدعومة من قبل البلدان المرسلة بسبب تحويلات النقد الأجنبي التي ساعدت في تخفيض ديون هذه البلاد. 
كانت البلدان المرسلة تتبع سياسات فعالة بشأن العمالة في الخارج. بعد عام 1987 وفشلت الحكومة اللبنانية في الاستجابة لطلبات البلدان المرسلة لإدراج شروط معينة في عقد العمل. كانت الطلبات ناتجة عن فشل وكالات التوظيف الخاصة في اتباع إجراءات الترخيص بالإضافة إلى تقارير الإيذاء الجسدي.  

## عملية التوظيف
تتم عملية توظيف عاملات المنازل الأجنبيات في لبنان عن طريق نظام الكفالة. يجب على العامل تلقي دعوة قبل الحصول على تصريح عمل لدخول البلاد. تأتي الدعوة من خلال وكالة توظيف إما عن طريق استخدام خدمات نظرائهم في بلد العامل أو مباشرة من الوكالة نفسها وأحيانًا بناءً على طلب صاحب عمل فردي. أولاً تصدر وزارة العمل تصريح عمل أولي للعمال المنزليين المهاجرين. في عام 2010 أصدرت وزارة العمل تقريبًا 118.000 تصريح عمل للعمال المنزليين المهاجرين. بعد ذلك تصدر وزارة الداخلية تأشيرات الدخول من خلال الإدارة العامة للأمن العام. ثم تقوم الإدارة العامة للأمن العام بتفويض الدخول القانوني للعمال المنزليين المهاجرين وترتيب إذن العمل والإقامة عند وصولهم إلى البلاد. أخيرًا يوجد اسم الكفيل على تأشيرة دخول العامل المنزلي المهاجر وتصريح الإقامة والعمل. التأشيرة مدتها ثلاثة أشهر ويتم تضمين اسم الكفيل في جواز السفر. عندما تصل العاملات المنزليات الوافدات إلى المطار يخضعن لإجراءات هجرة تشمل تسليم جوازات سفرهم إلى الأمن العام اللبناني من أجل معالجة الأوراق بينما تنتظر العاملات المنزليات المهاجرات أن يتم جمعها من قبل كفيلهم. بعد ذلك يقوم الكفيل بإحضار العامل المنزلي المهاجر إلى وكالة محلية لإجراء فحص طبي أساسي.
لا توجد معايير واضحة تضعها الحكومة من حيث المتطلبات اللازمة لإصدار ترخيص وكالة. من أجل فتح وكالة توظيف يجب على الوكيل تقديم ضمان غير مدفوع بقيمة 33.500 دولار في بنك الإسكان الحكومي. هناك حوالي 310 وكيل مرخص في لبنان. من بين هذا العدد يعمل 44 عاملاً كوكلاء حقيقيين لديهم مكتب وفريق عمل بينما الوكلاء الباقون يحملون تراخيص ولا يركزون على الحصول على العمال المنزليين المهاجرين ووضعهم في وظائف ولكن بيع حصصهم إلى الوكالات النشطة.
من أجل توظيف عاملات المنازل الوافدات تتعاون وكالات التوظيف اللبنانية مع وكالات في البلدان المرسلة للمهاجرين. يُطلب من عاملات المنازل المهاجرات دفع رسوم للوكيل المحلي  في بلدهن الأم وعادةً ما يكون هناك مبلغ كبير من المال يتسبب في تكبدهن لدين كبير. بمجرد اكتمال دفع الرسوم تقوم الوكالة بترتيب عملية السفر. صاحب العمل ملزم بمقابلة العامل المهاجر عند بوابة المطار حيث يقوم حارس الأمن العام الذي يحمل جواز سفر الموظف بتسليمه مباشرة إلى صاحب العمل. يجب إجراء الفحص الطبي والتقرير الناتج قبل إصدار تصريح العمل ويجب أن يدفع صاحب العمل التأمين خلال ثلاثة أشهر. يتم وضع عقد موحد قياسي لصالح صاحب العمل أكثر من العامل المهاجر. 

### الجانب القانوني
تستثني المادة 7 من قانون العمل اللبناني صراحة العمال المنزليين من الحماية العمالية القياسية الممنوحة للفئات الأخرى من الموظفين. حُرم العاملون في المنازل من الحق في حرية تكوين الجمعيات وحُرموا من العضوية في النقابة بموجب المادة 92 من قانون العمل مضيفين أنه ليس لديهم أي ضمانات قانونية تقريبًا تجعلهم عرضة للإساءة والاستغلال. إن القرار الذي اتخذه اللبنانيون بمنع عاملات المنازل من تشكيل نقابتهن الخاصة أو كونهن عضوًا في إحدى النقابات يعد انتهاكًا للعهد الدولي الخاص بالحقوق المدنية والسياسية (ICCPR) الذي صدق عليه لبنان عام 1972 ودخل حيز التنفيذ عام 1976. تنص المادة 22 من العهد الدولي الخاص بالحقوق المدنية والسياسية على أنه «لكل شخص الحق في حرية تكوين الجمعيات مع الآخرين بما في ذلك الحق في تشكيل النقابات والانضمام إليها لحماية مصالحهم».
العقد الموحد القياسي هو عقد بين صاحب العمل والعاملة المنزلية المهاجرة. تم إعداده من قبل وزارة العمل وهو المصدر الرئيسي لحقوق العمال. الحق في مكان نظيف وخاص للاسترخاء في أوقات فراغهم. أيضا الحق في ملابس نظيفة وملائمة والغذاء الكافي (المادة 8). الحق في الرعاية الطبية عند الحاجة بما في ذلك العناية بالأسنان والعين والتي يجب أن يتحمل صاحب العمل تكاليفها. العمال مشمولون بالتأمين الصحي في حالة الطوارئ (المادة 9). الحق في العمل لمدة عشر ساعات متتالية كل يوم مع فترات راحة قصيرة متكررة وثمان ساعات متواصلة من الراحة في الليل (المادة 11) الحق في فترة راحة أسبوعية مدتها 24 ساعة وتحديد أي يوم في الأسبوع يتم مناقشته بين العامل وصاحب العمل (المادة 12). يتكون حق الإجازة السنوية من 6 أيام كما يجب مناقشة التواريخ بين صاحب العمل والعامل (المادة 12). الحق في الحصول على تذكرة ذهاب وعودة في نهاية العقد (المادة 13). الحق في مكالمة هاتفية واحدة كل شهر على نفقة صاحب العمل (المادة 14). الحق في إجازة مرضية عندما يكون هناك تقرير طبي نصف شهر مدفوع الأجر ونصف شهر مع أجر نصف (المادة 15). لا يوجد نص في العقد على أي مساعدة قانونية مجانية للعاملات في المنازل.
على الرغم من الحقوق المذكورة في العقد الرسمي ولكن في الممارسة العملية كانت الحقوق غير فعالة. في حالة النزاعات غالباً ما يتم تسوية المسائل خارج المحكمة ليس فقط في حالة عدم دفع الرواتب ولكن أيضًا في حالة الإساءات الجسدية. بموجب نظام الكفالة قد يتم احتجاز الخادمة إدارياً في حالة فرارها من منزل صاحب العمل. وهذا بدوره يضع صاحب العمل في وضع أفضل عند التفاوض على حقوق العامل. نتيجة لذلك غالبًا ما تتخلى عاملات المنازل عن التهم الموجهة إلى صاحب العمل أو حتى تمتنع عن رفع دعوى أمام المحكمة.

### نظام الكفالة
يشتمل نظام الكفالة على كفيل يتحمل المسؤولية القانونية عن عاملات المنازل الوافدات خلال فترة العقد  مما يجعل العامل يعتمد على الكفيل. نظام الكفالة ليس ملزماً قانونياً في لبنان لأن المجندين لا يستطيعون العمل كراع. بدلاً من ذلك يتكون النظام من عدد من اللوائح الإدارية والممارسات العرفية والمتطلبات القانونية التي تربط العامل بالتوظيف بشكل مؤقت. بمجرد الوصول إلى لبنان يتم تعيين عاملة منزلية مهاجرة لصاحب العمل. لا يجوز للعامل تغيير صاحب العمل أو كسر شروط العقد ما لم يوقع صاحب العمل على تنازل رسمى. يجب أن يتم ذلك قبل أن يصدر كاتب العدل والسلطات اللبنانية بيانًا رسميًا. يصبح عقد العامل غير قانوني إذا غادر دون موافقة الكفيل والإفراج الرسمي من السلطات. تقول منظمة هيومن رايتس ووتش إن نظام الكفالة في لبنان يعرض العمال لخطر الاستغلال والإيذاء  بينما قالت المنظمة الدولية المناهضة للعبودية إن النظام هو أحد الأسباب الرئيسية لضعف العمال المهاجرين. نظام الكفالة يعني أن كفيل العامل المنزلي المهاجر مسؤول قانونًا عن المهاجر ثم تنتقل مسؤولية الدولة عن «مراقبة الأجانب» إلى صاحب العمل.
في أبريل / نيسان 2019 حثت منظمة العفو الدولية الحكومة اللبنانية على إنهاء نظام الكفالة الذي أدى إلى إساءة معاملة الآلاف من عاملات المنازل في لبنان.

## وكالات التوظيف
تلعب وكالات التوظيف ثلاثة أدوار في العملية: المجند ومستشار الهجرة والوسيط. يمكن أن يكون مجند العمل عامًا أو خاصًا ويقدم خدمات توظيف العمال. تستفيد هذه الشركات من توظيف العمال المهاجرين من بلد ما وتخصيصهم في وظائف في بلد آخر. يتقاضى الوكلاء الرسوم والعمولات مقابل خدماتهم للعمال المنزليين المهاجرين. تدفع عاملة المنازل المهاجرة السريلانكية ما يتراوح بين 1300 و 1600 دولار إلى وكيل لبناني بينما يدفع العاملون المحتملون في الفلبين وإثيوبيا ما بين 2400 إلى 3500 دولار و 1700 إلى 2100 دولار على التوالي. سوف يكسب الوكيل اللبناني أيضًا ما يتراوح بين 300 و 600 دولار بالإضافة إلى ذلك. يغطي هذا المبلغ تكاليف السفر ورسوم تأشيرة الحكومة اللبنانية ورسوم الوكالة. في بعض الحالات يتم توقيع راتب الأشهر الثلاثة الأولى كدفعة. تغطي رسوم الوكالة تكلفة السفر والرسوم الحكومية لإصدار التأشيرات وعمولات الوكالة. لا يتم تضمين الإقامة وتصريح العمل ورسوم كاتب العدل والتأمين السنوي في المبلغ الأولي وتقع على عاتق صاحب العمل المبلغ الذي يحسب إلى 500 دولار أمريكي. هناك فرق في المبلغ الذي تتلقاه الوكالة عن كل مجموعة من العمال حسب بلدهم الأصلي. ومن الأمثلة على ذلك العمال المهاجرين من الفلبين الذين يطالبون بتكاليف أعلى ورواتب شهرية لأنهم يتقنون اللغة الإنجليزية جيدًا تحدثًا وكتابًا. يُنظر إليهم على أنهم أفضل تعليماً وبالتالي يحظون باحترام أكبر كخادمات مقارنة بالدول الأخرى.  تقوم بعض وكالات التوظيف بالتعاقد مع عاملات المنازل الوافدات بعقود قصيرة الأجل بتكلفة تصل إلى 450 دولار شهريًا. ارتفاع الأسعار التي ينطوي عليها تجنيد عاملة منزلية مهاجرة تعني أن أصحاب العمل يتخذون الاحتياطات اللازمة للتأكد من أن العامل لا يترك عمله قبل انتهاء عقده. يُطلب من العامل المنزلي المهاجر أيضًا إيداع مبلغ 1000 دولار في لبنان من أجل تغطية تذكرة العودة إلى الوطن والتي لا تتوفر للعامل على الإطلاق. نظرًا للظروف السائدة في لبنان وتزدهر الوكالات القانونية وغير القانونية وبسبب نظام الكفالة يتعين على المهاجر الاعتماد على الوكالات للعثور على كفيل وصاحب عمل لبنانيين.
بموجب نظام التوظيف اللبناني فإن وكالات التوظيف مسؤولة عن توفير بديل في غضون الأشهر الثلاثة الأولى بعد أن تقرر عاملات المنازل الوافدات التوقف عن العمل. الأشهر الثلاثة الأولى هي «فترة تجريبية» أولية. من أجل التقليل من الاضطرار إلى القيام بذلك وتنصح الوكالات أصحاب العمل باتخاذ تدابير للحد من حرية عاملات المنازل المهاجرات من خلال مصادرة جواز سفرهن وتقييد اتصالاتهن بالعالم الخارجي. من المعروف أن وكالات التوظيف تشجع أرباب العمل على فرض قيود على عاملات المنازل المهاجرات والتي تشمل مصادرة جواز سفرهن وحبسهن في الإقامة. تحصل وكالات التوظيف في لبنان على القليل من الإشراف الحكومي.  وصدر تقرير لـ هيومن رايتس ووتش أوضح أن وكلات التوظيف غالباً ما تقدم وعوداً كاذبة للعملات عن البلد الذي سوف ينتقلون إليه وكذلك عن العمل الذي سيقومون به والظروف المتوقعة في مكان العمل. كما يتم تضليلهم بشأن الرواتب التي يمكنهم توقع الحصول عليها.

### تورط وكالات التوظيف في الوطن الأم
تدفع العديد من النساء اللائي يهاجرن للعمل المنزلي رسومًا لوكالات التوظيف في أوطانهن مما يعني في بعض الأحيان الدخول في الدين أو بيع الأصول لتغطية التكلفة. تبلغ رسوم الوكالة في سريلانكا حوالي 200 دولار ولكن هذا يختلف بين دولة وأخرى. غالبًا ما تحصل عاملات المنازل المهاجرات من سريلانكا والفلبين على تدريب من وكالة التوظيف في بلدهن الأم. يشتمل التدريب على دروس في استخدام الأجهزة الكهربائية وطهي الطعام اللبناني.
أنشأت حكومة الفلبين إدارة العمالة في الخارج من أجل حماية العمال المهاجرين من الاستغلال. في لبنان يُطلب من الوكالات التي ترغب في توظيف فلبينيات للعمل الحصول على عقد توظيف رئيسي للمساعدين المنزليين من سفارة الفلبين في لبنان. يقدم مركز موارد العمال الفلبيني في بيروت ندوات تدريبية للمساعدة في رفع مستوى المهارات والأنشطة الثقافية.

### مدونة قواعد سلوك وكالات التوظيف
تم إطلاق مدونة قواعد سلوك في يونيو 2013 لتوفير التوجيه لوكالات التوظيف حول تعزيز وحماية حقوق عاملات المنازل المهاجرات في لبنان. تم تطوير المدونة بالتشاور مع المنظمة الدولية للهجرة ومكتب الشرق الأوسط للمفوض السامي لحقوق الإنسان والتي وضعتها وزارة العمل اللبنانية ونقابة أصحاب وكالات التوظيف في لبنان وكاريتاس لبنان. تهدف قواعد السلوك إلى دعم الشفافية في العمليات التجارية والكشف عن معلومات كاملة عن ظروف العمل في لبنان للعامل المهاجر وعدم وجود عمالة دون السن القانونية والتحقق من مؤهلات العامل. نظمت منظمة العمل الدولية ورشة عمل في عام 2013 من أجل مراجعة قواعد السلوك وتحسين آليات حماية عاملات المنازل الوافدات من أشكال الاستغلال. حضر عدد من نقابات وكالات التوظيف في لبنان لتقييم قواعد السلوك وجزء من مشروع أكبر يسمى «تعزيز حقوق عاملات المنازل في لبنان».

## فئة العمال المنزليين المهاجرين
يعيش عاملات المنازل الوافدات المقيمات في منزل الكفيل لعدة سنوات. خلال ذلك الوقت يكون الكفيل مسؤولاً عن جميع التكاليف المالية ولديه سيطرة كبيرة على العامل. والعامل المستقل أقل تحكمًا ويعيش وفقًا لشروطه ويعمل كل ساعة لأصحاب العمل المختلفين. ربما يكون بعض العمال المستقلين قد دخلوا لبنان في الأصل من خلال نظام الكفالة وقرروا البقاء عندما ينتهي عقدهم. يُطلب من المستقل بموجب القانون الحصول على راعٍ ويغتنم بعض رجال الأعمال هذه الفرصة لكسب المال وأحيانًا يتقاضون ما يصل إلى 1200 دولار.
عاملات المنازل الوافدات الهاربات كانوا يعملن سابقًا ولكن تركن كفيلهن لعدة أسباب. بمجرد أن تبحث عاملات المنازل الوافدات على مكان للسكن يُنظر إليهن تلقائيًا على أنهم أجنبيات غير قانونيين. ومن ثم يجب على العامل المنزلي المهاجر إما العودة إلى وطنه أو إيجاد كفيل جديد.

## الأرقام الإحصائية
اعتبارا من عام 2012، يقدر عدد العمال المهاجرين بحوالي 158000 عامل؛ ومع ذلك، قد تكون هذه الأرقام غير دقيقة بسبب حقيقة أن العديد من العمال يأتون بشكل غير رسمي. في عملية التسجيل لدى وكالة في بلدانهم الأصلية، ينتهي 63٪ من العمال بدفع رسوم للوكالة التي يتقدمون بها. عندما ينتهي الأمر بهم في لبنان، يتبين أن الوضع مختلف عما توقعوه في البداية. تم تضليل 6٪ من العمال للاعتقاد بأن لديهم وظائف أخرى غير الأعمال المنزلية؛ وظائف مثل حراس الأمن أو موظفي الفنادق. تزداد الأرقام عندما يتعلق الأمر بمسائل ساعات العمل والرواتب، فقد تلقى 53٪ من الموظفين الراتب الذي وعدوا به. يمثل عدد أكبر من الأشخاص وضعهم العملي، 84٪ لم يتم إبلاغهم بساعات عملهم، 78٪ لم يتلقوا أي معلومات في أيام العطلة الأسبوعية، 64٪ لم يكونوا على دراية بتكوين الأسرة و 61٪ لم يعرفوا إذا قادرة على الاتصال بعائلاتهم أم لا. بالنظر إلى الأرقام الواردة أعلاه والنطاق الكامل لنظام الكفالة في لبنان، قال 83٪ ممن شملهم الاستطلاع أنهم لن يسافروا إلى لبنان لو كانوا على علم بالوضع مسبقًا.
في تقرير أجرته جمعية إنسان في عام 2014، خرجت إنسان من أسرة إلى أخرى؛ حشد ما مجموعه 250 المجيبين. 80٪ من المجيبين كانوا أرباب عمل، أحد الأسئلة الأولى الموجهة إلى أصحاب العمل هذه هي ما إذا كان الموظفون يحملون جوازات سفرهم، حيث أجاب 77.9٪ من أرباب العمل بـ «لا». يوضح التقرير كذلك حالة العمال وحقوقهم من خلال توضيح أن ثلثي العمال يجب أن يوقعوا على العقد الموحد الموحد (SUC) الذي هو عقد عملهم باللغة العربية، وهو عقد يوقعونه ببساطة دون توضيح حقوقهم. من ناحية أخرى، أوضح 40.6 ٪ من أرباب العمل أنفسهم أنهم لم يفهموا أن وثيقة SUC كانت عقد عمل وأنهم كانوا أقل إدراكًا لشروط وأحكام العقد بأنفسهم. أعرب جزء من أرباب العمل عن رأيهم في إقامة المهاجرين بطرق مختلفة، واعتقد 26 ٪ أنه لا ينبغي للعامل أن يعيش خارج مكان عملهم لأن ذلك سيكون له تأثير سلبي على العامل، علاوة على 13 ٪ أعربوا عن أن العمال غير قادرين على العيش بشكل مستقل. عندما سئل أصحاب العمل عن نظام الكفالة، أراد 55.8٪ تغيير النظام. والسبب في ذلك هو أن أصحاب العمل شعروا أن العبء كان أعلى من اللازم عليهم. في الواقع، ارتفع الرقم إلى 65 ٪ عندما تم إبلاغ أرباب العمل بالالتزام بسداد رسوم التوظيف في حالة الإنهاء المبكر للعقد من قبل العمال المهاجرين. شعر عدد كبير من أصحاب العمل أنه لا ينبغي إدراج العمال المهاجرين في قانون العمل اللبناني، خوفًا من توسيع هذه الحقوق لتشمل الأجانب الآخرين مثل اللاجئين السوريين أو الفلسطينيين.

### التحويلات
يمكن للعامل المنزلي العادي أن يكسب ما يصل إلى 150 دولارًا شهريًا، على الرغم من قلة الدخل؛ يرسل العمال الأموال إلى بلدانهم. إنهم يفعلون ذلك لمساعدة أسرهم الذين يحتاجون إلى المال، ولكن النتيجة المباشرة الأخرى لعملية التحويل هذه هي المساهمة التي يقدمها هؤلاء العمال لبلدهم الأصلي واقتصادهم. في عام 2008، كان لدى الفلبين 13٪ من ناتجها المحلي الإجمالي كنتيجة مباشرة للتحويلات الأجنبية التي تجتاح البلاد. تلقت سري لانكا، إحدى القوى العاملة الرئيسية المساهمة الأخرى، تحويلات بقيمة 3.4 مليار دولار في عام 2007، واستقبلت منطقة أفريقيا جنوب الصحراء بأكملها 7 مليارات دولار من العمال الذين عادوا من أموال حصلوا عليها.

### استجابة الحكومة
من العوامل المساهمة في سوء المعاملة وفي بعض الحالات وفاة عاملات المنازل هي استجابة الحكومة أو عدم وجودها. في لبنان، عندما تتعرض امرأة عاملة للاعتداء أو القتل، عادة ما لا يؤدي تقرير الشرطة إلى الاضطهاد. الحكومة اللبنانية على بينة من المشكلة، وقعت المعاهدات، لكنها فشلت في تنفيذ أي سياسات حقيقية يمكن أن تحمي العمال في بيئة عملهم المحلية. بالنظر إلى القانون اللبناني الخاص بحقوق العمل، تشير الفقرة 1 من المادة 7 إلى أن العمال المنزليين معفون من القانون، وبالتالي فإن أي شكل من أشكال عاملات المنازل غير مدرج في قانون العمل وما ينظمه كحقوق وواجبات للعمال 
اتخذت الحكومة إجراءات لتنظيم أعمال خدمات المهاجرين من خلال فرض قانون في عام 2009 يهدف إلى مزيد من السيطرة على «مكاتب العمال المهاجرين»، القانون يطالب ببساطة أن يسجل هذا المكتب في وزارة العمل؛ يؤكد القانون على صاحب العمل أن يكون مواطناً لبنانياً وليس له سوابق جنائية سابقة. ويذكر كذلك الحاجة إلى توفير مكان للعمال للبقاء فيه، علاوة على ذلك، لا يُسمح لرجال الأعمال أو عملائها بإساءة معاملة العمال، وفي حالة وجود أي نزاعات، ينبغي إبلاغ الوزارة أو القانونية المناسبة جهات. وأخيراً، يحدد القانون حقوق العامل في أيام العطلة ومسؤولية المكتب في إعادة العامل في غضون ثلاثة أشهر من وصوله إلى لبنان في حالة رفض العمال العمل أو الفرار من مكان عملهم أو في حالة الحمل؛ يعطي القانون المزيد من التفاصيل حول واجبات المكتب فيما يتعلق بالدول العاملة للعمال في لبنان. تشمل القياسات الأخرى التي اتخذتها الحكومة اللبنانية إضافة المزيد من اللوائح إلى عملية جلب العمال الأجانب إلى البلاد. تنطبق القياسات على العمال من ولاية مدغشقر، حيث لا يُسمح لأي مكتب بإحضار العمال من مدغشقر دون موافقة قنصلية مدغشقر في لبنان. تكون المكاتب ملزمة بعد ذلك بتقديم وثيقة الموافقة وورقة الطلب إلى وزارة العمل.وضعت الحكومة متطلبات جديدة على أرباب العمل، مطالبين بإيداع مبلغ 1500000 ليرة لبنانية (1000 دولار) في بنك الإسكان كشرط أساسي للحصول على تصريح بالتوظيف. بنك الإسكان هو بنك حكومي والإيداع هو التأكد من أن صاحب العمل يدفع الضرائب ويغطي مؤشرات شركات الطيران؛ يجب أن تذهب عاملة المنازل إلى المنزل. المشكلة في هذه المتطلبات هي أن الأموال لا تُستخدم لتحقيق غرضها المتمثل في تغطية تذاكر الطيران عند الحاجة إليها. كما أن الحكومة اللبنانية لم تكن فعالة في تنفيذ حظر عمال الهجرة من الدخول إلى لبنان من بلد نيبال، واصلت الحكومة اللبنانية ببساطة إصدار تصاريح العمل والتأشيرات المعتمدة مسبقًا.
في عام 2001، أغلقت وزارة العمل اللبنانية عشر وكالات توظيف تنتهك لوائح العمل. قامت مديرية الأمن العام بتحسين إنفاذها للوائح  وتجتمع وزارة العمل بانتظام مع سفارات بلد المنشأ للمهاجرين من أجل ضمان أن يكون العاملون في المنازل المهاجرون على دراية بقواعد وكالات التوظيف وسبل الإبلاغ عن الانتهاكات. أصدرت الحكومة كتيبًا لزيادة الوعي بالاتجار بالمهاجرين، ووصف عملية إخفاق الشكوى وتقديم تفاصيل الاتصال لإنفاذ القانون والوكالات الحكومية والمنظمات غير الحكومية.

### انتهاكات
إن حالة عاملات المنازل المهاجرات في لبنان قاتمة، لأن الظروف بالنسبة لهن لا تتحسن؛ تعرضت عاملات المنازل المهاجرات لانتهاك حرية تنقلهن وحقهن في الإقامة. في أوائل عام 2014، بدأ الأمن العام في ترحيل أطفال العمال المهاجرين مع أحد والديهم أو كليهما. كان مبرر هذه الخطوة هو أن المهاجرين كانوا في لبنان للعمل وليس لتكوين عائلات، تجدر الإشارة إلى أن تنفيذ عمليات الترحيل هذه قد توقف بعد ضغط من منظمات المجتمع المدني مثل إنسان. بحلول صيف عام 2015، تم إلغاء قرار طرد عاملات المنازل المهاجرات وأطفالهن. ومع ذلك، لم تتحسن الأمور بالنسبة للعمال المنزليين المهاجرين؛ كان عليهم الآن التعامل مع تشديد الرقابة على تصاريح الإقامة. رفض الأمن العام، وهو الهيئة المكلفة قانوناً بالتعامل مع العمال الأجانب، إعادة منح بعض العمال تصاريحهم على أساس رفض الإقامة مع موظفيهم. على الرغم من أن ممارسات الأمن العام تمارس القوة على عاملات المنازل الوافدات ووجودهن في البلاد، فإن هذا في الواقع ينتهك الالتزام الدولي القانوني والدستور والقوانين الوطنية اللبنانية. إحدى المشكلات المهمة التي يتعرض لها العاملون المنزليون المهاجرون هي الإيذاء البدني، وتكمن المشكلة بشكل أساسي في أنه لا توجد تداعيات من جانب الحكومة. كانت هناك العديد من حالات وفاة عاملات المنازل الوافدات بالرغم من أن الشرطة لا تحقق في الحالات بشكل صحيح ولا تتم مقاضاة أي موظف بسبب الوفاة. اتخذت وزارة العمل بعض المبادرة في إنشاء خط ساخن لنظام تسوية المنازعات، لكنها لا تعمل بشكل فعال بسبب عدم وجود ثقة في النظام وكذلك نقص المعرفة حول عملية تقديم شكوى.ذكر مراقبو حقوق الإنسان أن أكثر من 50٪ من مالكي نوادي الشاطئ الخاصة في لبنان منعوا العمال المهاجرين من السباحة في بركهم وفي بعض الحالات منعواهم بدنياً من الدخول. يوجد في لبنان أيضًا شاطئ عام بطول ميل مجاني لجميع الأشخاص الذين يطلق عليهم «رملة البيضاء»، حيث كانت الجماعات المنفصلة، بما في ذلك العمال المهاجرون، أهدافًا للتمييز. تم نقلهم إلى الطرف الشمالي من الشاطئ، حيث لا يذهب الناس عادةً لأن مياه المجاري تصب في البحر المتوسط من الشقق الشاهقة القريبة من تلك المنطقة.

### ردود الحكومة من قبل البلدان المرسلة للعمالة
أصدرت العديد من الدول المصدرة للعمالة حظر سفر أو قيودًا على لبنان في السنوات الأخيرة، من بينها إثيوبيا ونيبال والفلبين. ومع ذلك، كانت الحكومة اللبنانية غير فعالة في تنفيذ حظر العمال المهاجرين من دخول لبنان من بلد نيبال ببساطة الاحتفاظ بإصدار تصاريح العمل والتأشيرات المعتمدة مسبقا. أصدرت مدغشقر الحظر الذي فرضته على لبنان كنتيجة مباشرة لمقتل 17 عاملة منزلية مدغشقر عام 2010، مما دفع حكومة مدغشقر في عام 2011 إلى طرد 86 عاملة مهاجرة منزلية. ذُكر أن النساء الأثيوبيات حاولن تجاوز القيود التي فرضتها حكومته على العمل كخادمات منازل في لبنان من خلال الشروع أولاً في رحلات إلى السودان أو اليمن. يوضح الشكل الذي قدمته شركة Anti-Slavery International عدم وجود تنفيذ مناسب لحظر السفر على العمال المهاجرين القادمين إلى لبنان، حيث لا تزال القنوات غير النظامية لجلب العمال تعمل. الرقم في عام 2010 هو 65 ٪، وهذا يمثل عدد العمال الذين حصلوا على تصاريح العمل على الرغم من أنهم يأتون من البلدان التي هي في حظر السفر.

## استجابة المجتمع المدني اللبناني

### حملات التوعية
في عام 2010 تم إنشاء منظمة تطوعية على مستوى القاعدة باسم فرقة العمل للعمال المهاجرين والتي وفرت التدريب على اللغة الإنجليزية والفرنسية للعاملين في المنازل. وشاركت في الدعوة نيابة عن العمال المهاجرين المحليين وبدأت حملة عبر الإنترنت تحت وسم #أوقفوا_الكفالة في عام 2014. في عام 2015، اندمجت المنظمة مع مركز مجتمع المهاجرين وهي مبادرة من جانب حركة مناهضة العنصرية التي أنشأت ثلاثة مراكز في بيروت في عام 2011 وكذلك في صيدا وجونية في عام 2016. بصرف النظر عن التدريب اللغوي والدورات العملية الأخرى وتقدم كل المراكز أنشطة مجتمعية.

### الحركة النقابية
في جهد مشترك، تعمل منظمة العمل الدولية والاتحاد الوطني لنقابات العمال والعاملين في لبنان (FENASOL) على تأسيس نقابة عمال المنازل في لبنان. FENASOL التي تهدف إلى إرساء الديمقراطية وإنشاء حركة نقابية مستقلة في لبنان قد سبق في الماضي دعمها للعمال ضد الصعوبات القانونية التي يتم إهمالها أو عدم السماح لها بالتنظيم الرسمي وفقًا لقانون العمل اللبناني، بما في ذلك العمال الزراعيون وأولئك تعمل في القطاع غير الرسمي الكبير. تسرد المادة 4 من قانون العمل والمرسوم رقم 7993 لعام 1952 عاملات المنازل على أنهما مجموعة من العمال ممنوعون من تشكيل نقابات العمال. على الرغم من أن المادة 7 والمادة 92 تسمح للأجانب بالانضمام إلى النقابة، إلا أنهم يُحرمون من التصويت لممثلي النقابات العمالية ويتم انتخابهم في هذا المنصب.
في حالة نقابة عمال المنازل في لبنان، جربت هذه التشريعات للتغلب عليها بتعيين المواطن اللبناني مريم المصري أول رئيس لها. في ديسمبر / كانون الأول 2016، تم ترحيل عضو مؤسس في نقابة عمال المنازل والناشطة النيبالية سوجانا رنا من لبنان في ديسمبر / كانون الأول 2016 دون التمكن من الاتصال بمحامٍ. وقد قُبض على زميلها الناشط روجا ليمبو ولا يزال رهن الاحتجاز.

### خطوط الطوارئ الساخنة
يقدم خط هاتفي ساخن على مدار 24/7 (03018019) تقدمه المنظمة النسائية اللبنانية العلمانية KAFA المشورة القانونية والعاطفية والطبية وكذلك الإحالة إلى الملاجئ المؤقتة. لا يمتد الخط الساخن ل KAFA إلى الخادمات المنزليات المهاجرات فقط بل إلى النساء والأطفال عمومًا الذين يتعرضون للإيذاء والعنف. تم تثبيت خط ساخن آخر (1740) من قبل وزارة العمل بالتعاون مع كاريتاس ومن خلال تمويل من منظمة العمل الدولية في عام 2015.

## الردود الحكومية الدولية
صدق لبنان على عدد من الاتفاقيات الدولية التي يمكن الاحتجاج بها وتطبيقها على العمال المنزليين المهاجرين . إن الإعلان العالمي لحقوق الإنسان منصوص عليه في الدستور اللبناني الذي ينص على أن جميع الاتفاقيات الدولية التي يعتبر لبنان من الدول الموقعة عليها وتحل محلها في حالة النزاع. المواد ذات الصلة بشكل خاص في حالة عاملات المنازل المهاجرات: المادة 5 المتعلقة بالتعذيب أو المعاملة أو العقوبة القاسية أو اللاإنسانية أو المهينة، والمادة 13 بشأن الحق في حرية التنقل والحق في العمل، والمادة 23 بشأن حرية اختيار العمل ولشروط العمل والحماية المواتية والعادلة، والمادة 24 بشأن الحق في الراحة وأوقات الفراغ، بما في ذلك الحد المعقول لساعات العمل والإجازات المدفوعة الأجر.

### اتفاقيات الأمم المتحدة
هناك عدد من اتفاقيات الأمم المتحدة وثيقة الصلة بما في ذلك الاتفاقية الدولية للحقوق الاقتصادية والاجتماعية والثقافية، والاتفاقية الدولية للحقوق المدنية والسياسية، واتفاقية القضاء على جميع أشكال التمييز ضد المرأة، وقد صدق عليها لبنان جميعها في عام 1972.

### اتفاقيات منظمة العمل الدولية
وضعت منظمة العمل الدولية عددًا من الاتفاقيات التي يمكن أن تساعد عاملات المنازل المهاجرات. اتفاقية الهجرة من أجل التوظيف لعام 1949، وتوصية الهجرة من أجل التوظيف لعام 1949، واتفاقية العمال المهاجرين لعام 1975. ومع ذلك، لم يتم التصديق على هذه الاتفاقيات من قبل لبنان. تتضمن مواد منظمة العمل الدولية ذات الصلة التي يمكن استخدامها لمساعدة عاملات المنازل الوافدات في لبنان: اتفاقية وكالات التوظيف الخاصة 1997. فيما يتعلق بمعايير العمل الدولية، صدق لبنان على 14 اتفاقية لمنظمة العمل الدولية ولكن لا يمكن استخدامها كلها لحماية عاملات المنازل الوافدات. تلك التي يمكن أن تشمل: اتفاقية إلغاء العمل الجبري، 1957 واتفاقية التمييز (في الاستخدام والمهنة) لعام 1958.
كجزء من حملة التوعية التي أطلقتها المنظمة الدولية للهجرة، تم إطلاق سراح خادمة لبنان في عام 2005 وتناولت قضايا التعذيب والاستغلال والاغتصاب والانتحار للعاملات المنزليات المهاجرات في لبنان. صدر تتابع في عام 2009، أطلق عليه اسم Maid in Lebanon II: Voices From Home ، تم تصويره في سريلانكا ولبنان وأرباب عمل لبنانيين مفصلين وظروف عمل مدبرة منازلهم ويتناول بعض الجوانب القانونية للقضية بموجب القانون اللبناني.
في عام 2012، أصدرت وزارة العمل اللبنانية دليلاً إعلاميًا مباشرًا للعاملات المنزليات المهاجرات في لبنان بتمويل من الاتحاد الأوروبي وبتوجيه من الجهة التي تقدم معلومات حول كيفية السفر إلى لبنان كخادمة منزلية مهاجرة، والحقوق والمسؤوليات المترتبة على أنت، ماذا تفعل عندما تكون في ورطة وكيفية التكيف مع الثقافة اللبنانية بما في ذلك دليل اللغة العربية.

## الإطار القانوني لمنع الاستغلال

### المستوى الوطني
أقر البرلمان اللبناني عقوبة جريمة الاتجار بالأشخاص ويقدم تعريفا للاتجار وضحايا الاتجار. العقوبة المفروضة على المُتجِرين هي السجن لمدة تصل إلى 15 عامًا ودفع غرامة مالية. في عام 2015، عقد مشروع PAVE للمنظمة الدولية للهجرة ورشة عمل حول «إنشاء إطار وطني للحماية وآلية قوية للإحالة في لبنان للضحايا المُتَّجر بهم والمهاجرين المستغلين»، والتي ذكرت أن الضحايا بحاجة إلى «بيئة مواتية» وأن تتم مساعدتهم بشكل صحيح.

### المستوى الدولي
في عام 2005، صدق لبنان على بروتوكول الأمم المتحدة لمكافحة الاتجار بالبشر الذي يلزم الحكومة بمنع ومكافحة الاتجار بالبشر وتقديم المساعدة للضحايا. يحدد البروتوكول ثلاثة عناصر مكونة للاتجار بالبشر: الفعل والوسائل والغرض. حاولت الحكومة اللبنانية معالجة استغلال العمال المهاجرين من خلال التوعية. أعدت الحكومة كتيبات موجهة إلى العمال المهاجرين تركز على التشريعات والحقوق والمعلومات العملية حول المساعدة المتاحة للعمال المنزليين المهاجرين.

## الثقافة الشعبية والأعمال الفنية

### الأدب
كتاب «لا تمسك الشفاه» في لبنان يحكى عن عاملة منزل إثيوبية سابقة عملت في لبنان. يستند الكتاب إلى تجربتها كعاملة منزلية مهاجرة والانتهاكات التي واجهتها في عملها والعلاقة الصعبة بينها وبين صاحب العمل.

### التلفاز
ظهر مسلسل المعلم والأستاذ وهو مسلسل تلفزيوني لبناني منذ الثمانينيات الدور الصامت للعامل المهاجر في الفصل الدراسي للمهاجرين الجدد إلى البلاد.

### الأفلام والأفلام وثائقية
(بيروت) هو فيلم من أعمال راحيل زيجي يحكى عن عاملات المنازل الإثيوبيات ويركز على وضع النساء الإثيوبيات العاملات في المنازل. يعتمد الفيلم بشكل فضفاض على لقاءات زيجي خلال سنواتها العشر في البلاد. تبدأ القصة عندما تقوم هيووت وهي خادمة منزلية سابقة تركت منزل صاحب عملها لكسب قوتها كعاهرة بالبحث عن نساء أخريات يمكنهن العمل معها. سابا عاملة منازل أخرى تهرب من أصحاب عملها وتنضم إلى هيووت. يتابع الفيلم قصة كيف تتعارض هذه النساء مع أصدقائهم الذين يقررون البقاء مع أرباب عملهم على الرغم من الانتهاكات التي يتعرضون لها.
(خادمة لكل منهما) هو فيلم وثائقي لعام 2016 من إخراج ماهر أبي سمرة يستكشف أعمال توظيف أرباب العمل اللبنانيين في بيروت لعاملات المنازل الوافدات. وياتى الفيلم الوثائقي «زين» وهي وكالة توظف تزود السوق اللبنانية عاملات المنازل من أصول آسيوية وإفريقية للعمل لحساب الأسر اللبنانية. فاز الفيلم الوثائقي بجائزة أفضل فيلم روائي في مسابقة المهر لعام 2016. كما فاز الفيلم الوثائقي بجائزة فيلم السلام في مهرجان برلين السينمائي الدولي عام 2016 وأفضل فيلم في مهرجان بوينس آيرس الدولي  وكذلك جائزة السلام من مؤسسة هاينريش بول الألمانية.
(ليس هذا هو الجنة) هو فيلم وثائقي إيطالي من إخراج ليزا تورمينا وغايا فيانيلو ويركز على نظام الكفالة في لبنان وعمل المنظمات غير الحكومية اللبنانية مثل كفى والحركة المناهضة للعنصرية وكاريتاس وإنسان وفريق عمل المهاجرين . وكان الإعلان الرسمي في مهرجان الجزيرة الدولي للأفلام الوثائقية 2015.
(خادمة في لبنان) فيلم وثائقي من إخراج كارول منصور يستكشف نضال عاملات المنازل في لبنان. يروي العمال المهاجرون بأصواتهم قصص الاغتصاب والتعذيب والإيذاء البدني والنفسي. ويتناول الفيلم الوثائقي أسئلة لماذا يهاجر العمال في المقام الأول ولماذا يعودون إلى الشرق الأوسط على الرغم من المعاناة.
(خادمة للبيع) هو فيلم وثائقي من إخراج ديما الجندي يسلط الضوء على ظروف العمل والمعيشة لخادمات المنازل في لبنان.

### مسرح
«الصياح بدون مستمع» هي مسرحية كتبها وإخراجها وإنتاجها مبتكر فيلم (بيروت) رحيل زيغي. في هذه المسرحية تحقق في حياة العمال المهاجرين في لبنان لاستكشاف لقاءات مع التمييز والاستغلال وكذلك قرارات الحب والحياة.

### الفن البصري
أنتج ماثيو كاسيل الصحفي ومخرج الأفلام في بيروت مشروعًا للتصوير الفوتوغرافي يدعى «حياة خادمة في لبنان» بالشراكة مع منظمة (كفي) المناهضة للعنف والاستغلال. تُصور الصور حياة نساء من إثيوبيا والفلبين والنيجر ونيبال ومدغشقر وجنسيات أخرى يعملن في لبنان كعاملات المنازل. كجزء من مشروع صور يوثق حياة عاملات المنازل الأجانب أنتج كاسيل أيضًا مجموعة من الصور لملكة جمال إثيوبيا في لبنان وهي مسابقة ملكة جمال نظمتها الجالية الإثيوبية في لبنان.
يحاول ألبوم الصور الذي أطلق عليه اسم «زينة» الذي أنشأته زينة مفرج تقديم نقد مرح من المجتمع اللبناني ويشمل شخصية عاملة منازل مهاجرة تدعى كوسومة. توصف شخصية كوسوما بأنها عاملة مجتهدة عاشت في لبنان لمدة ثلاث سنوات وتهتم بالأعمال المنزلية اليومية من أجل ربة العمل «المدام».
أنتجت الفنانة اللبنانية تغريد درغوث مجموعة لوعات بعنوان ( الحب والعدل)عام 2010 وهي سلسلة من اللوحات الزيتية للخادمات المنزليات.

## أنظر أيضا
عامل مهاجر
نظام الكفالة